# Лигтле, Элис
Элис Лигтле (нидерл. Elis Ligtlee); 28 июня 1994, Девентер, Оверэйссел, Нидерланды) — голландская велогонщица, призёр Чемпионата Мира и Чемпионата Европы по трековым велогонкам, Олимпийская чемпионка 2016 года.

## Биография
Элис Лигтле родилась 28 июня 1994 года в Девентере, провинция Оверэйссел. У неё есть младший брат, велогонщик — Сэм Лигтле (нидерл. Sam Ligtlee). В сезоне 2016—2017 занимала 17-е место в мировом рейтинге велосипедистов. Профессиональную карьеру велогонщицы начала с состязания GP PERTH (Австралия) 2011—2012 годов, заняв 8-е место в спринте.
Во время чемпионата мира по трековым велогонкам 2015 года в Париже Лигтле заняла второе место в женском индивидуальном спринте.
На чемпионате мира по трековым велогонкам 2016 года в Лондоне Элис Лигтле была среди главных претендентов на золотую медаль. В гите на 500 метров она успешно стартовала, но на втором круге возникли трудности, из-за которых ей досталось лишь 3-е место.
На чемпионатах Европы по трековым велогонкам Элис Лигтле трижды становилась обладательницей золотых медалей. В 2013 году, на соревнованиях в Апельдорне, голландская велогонщица выиграла золото в кейрине и серебро в спринте. Большим достижением стало выступление Элис Лигтле на соревнованиях в Гренхене в 2015 году. В четырёх категориях она стала обладательницей медалей: кейрин и спринт — золото, гит на 500 м — серебро, командный спринт — бронза.
Элис Лигтле стала обладательницей золотой медали на велотрековой гонке (кейрин) Летних Олимпийских игр 2016. Обогнав соперниц Реббеку Джеймс (Великобритания) и Анну Мирс (Австралия), Лигтле финишировала первой с результатом 11,217 с.